# Linkenheim-Hochstetten
Linkenheim-Hochstetten è un comune tedesco di 11 663 abitanti, situato nel land del Baden-Württemberg.